# Richard Schreckhas
Christoph Johannes Richard Schreckhas (* 6. April 1878 in Braunschweig; † 28. April 1945 in Friedland) war ein deutscher Politiker (DVP). Von 1923 bis 1933 gehörte er dem Landtag des Freistaates Mecklenburg-Strelitz an.

## Leben und Wirken
Richard Schreckhas war der Sohn eines Kaufmanns und Versicherungsagenten. 1897 erlangte er am Martino-Katharineum in seiner Geburtsstadt Braunschweig das Abitur. Im Anschluss leistete er als Einjährig-Freiwilliger seinen Militärdienst. Danach studierte er deutsche, englische und französische Sprache und Literatur in Göttingen, Berlin und Grenoble. In Göttingen bestand er 1903 das erste philologische Staatsexamen und leistete dann seinen Vorbereitungsdienst als wissenschaftlicher Hilfslehrer in Neubrandenburg. Von 1904 bis 1905 studierte er in Rostock, wo er seine Dissertation über Titus Andronicus fertigstellte und im Dezember 1905 promoviert wurde. Er arbeitete ab September 1905 als wissenschaftlicher Hilfslehrer und ab 1906 als Oberlehrer in Rixdorf. 1919 wurde er Studiendirektor am Lyzeum mit Reformrealgymnasium in Neubrandenburg.
Schreckhas war Mitglied der Deutschen Volkspartei (DVP) und vertrat die Partei vom Juli 1923 bis Juli 1927 als Abgeordneter im dritten sowie vom Juli 1928 bis März 1932 als Abgeordneter im fünften Landtag des Freistaates Mecklenburg-Strelitz.
Am 30. Juni 1931 wurde Schreckhas zum Parlamentarischen Staatsrat im Staatsministerium von Mecklenburg-Strelitz gewählt. Damit trat er die Nachfolge von Otto Heipertz an. Der Status der Parlamentarischen Staatsräte war zunächst umstritten, letztlich erhielten sie nur die Funktion von Beratern des amtierenden Staatsministers Kurt von Reibnitz. Am 4. Dezember 1931 wurde Schreckhas von Reibnitz, gegen den ein Misstrauensantrag lief, aus der Position entlassen, durch dessen Nachfolger Heinrich von Michael aber noch am gleichen Tag wieder eingesetzt. Bei der Neubildung der Regierung berief Michael am 7. April 1932 den NSDAP-Abgeordneten Fritz Stichtenoth zum Parlamentarischen Staatsrat und Schreckhas schied aus dem Amt. In einem offenen Brief an Heinrich von Michael kritisierte Schreckhas die Angriffe der DNVP-Landtagsfraktion gegen die Institution der Staatsräte, die eine wichtige Aufgabe bei nur geringer Aufwandsentschädigung ausgeübt hätten.
Im März 1933 wurde Schreckhas als Nachrücker für Franz Gundlach noch einmal kurzzeitig Mitglied des siebten Landtags. 
Nach seiner politischen Karriere arbeitete Schreckhas als Oberstudiendirektor am Gymnasium in Neubrandenburg. Im Oktober 1933 wurde er an das Reformrealgymnasium in Friedland versetzt. Ab 1934 war er Mitglied des NS-Lehrerbundes und Hauswart des Reichsluftschutzbundes.
Schreckhas starb am 28. April 1945 mit 67 Jahren in Friedland. Am gleichen Tag nahm die Rote Armee die Stadt ein, wobei es zu heftigen Kampfhandlungen kam und ein großer Teil der Häuser niederbrannte. Es ist wahrscheinlich, dass Schreckhas' Tod damit in Zusammenhang steht.
Richard Schreckhas war ab 1903 mit Elisabeth, geb. Schulz, verheiratet.

## Schriften
- Über Entstehungszeit und Verfasser des „Titus Andronicus“. Mayer & Müller, Berlin 1906.
- Schulreform und Mädchenbildung. 1925.
- Gedenkschrift zur 600-Jahrfeier der höheren Schule zu Friedland in Mecklenburg. Staatl. Reformrealgymnasium, Friedland in Mecklenburg 1937.